# Mindmachine

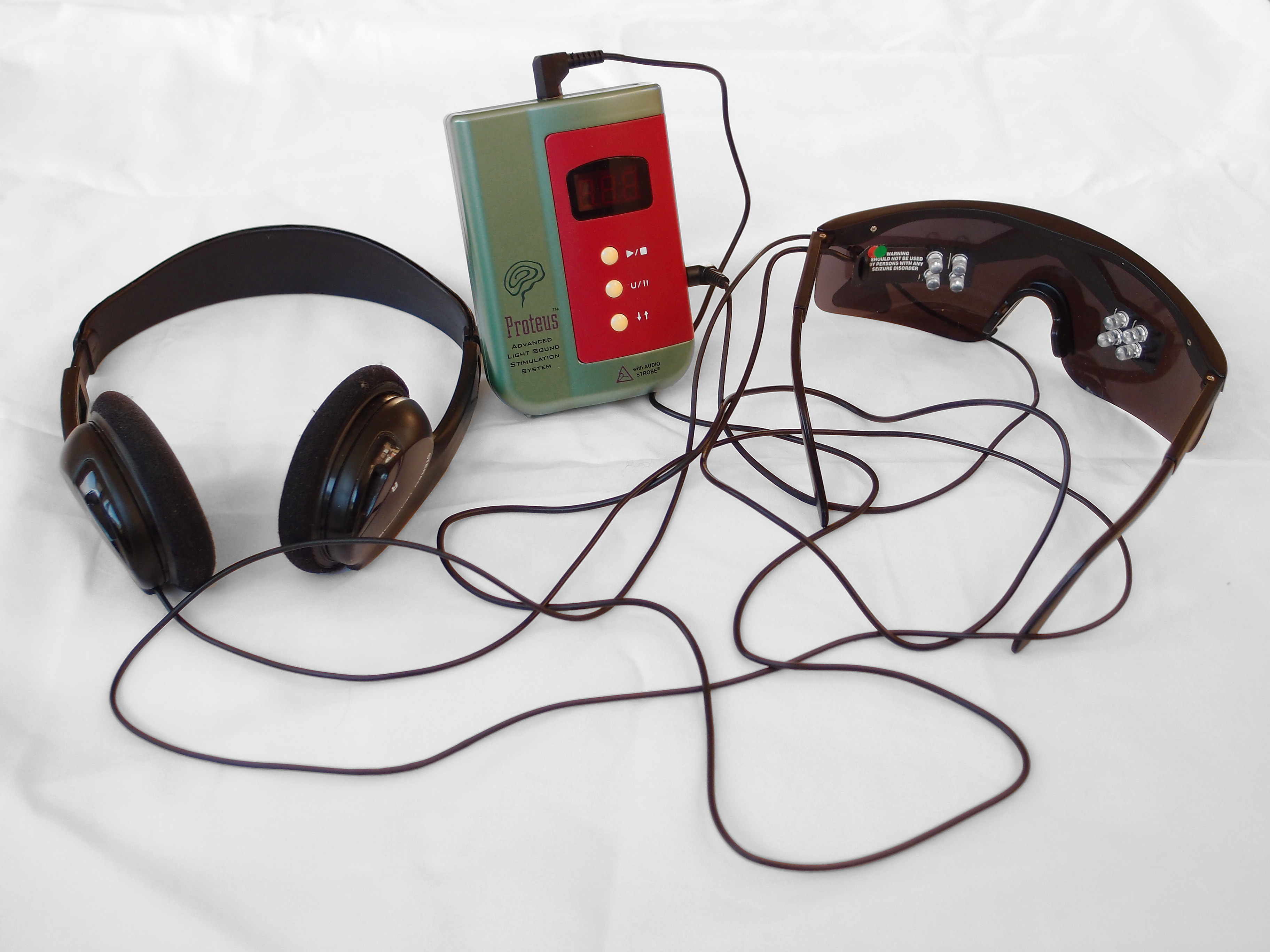
Mindmachine bestehend aus Kopfhörern, mobilem Steuergerät und einer Stroboskop-Brille

Als Mindmachine werden audiovisuelle Stimulationsgeräte bezeichnet, die mit Hilfe von gepulstem Licht und Ton beim Anwender Einfluss auf dessen EEG-Wellen nehmen sollen und damit bestimmte Bewusstseinszustände erreichen sollen. Typischerweise besteht eine Mindmachine aus einem Kopfhörer und einer Spezialbrille, die mit Leuchtdioden (LEDs) als Lichtquelle besetzt ist.
Die Brille erzeugt einen stroboskopähnlichen Effekt in einem einstellbaren Bereich von 1 bis ca. 30 Hz, während gleichzeitig Töne über den Kopfhörer mit einer dazu passenden Frequenz oder Frequenzgemisch (ggf. als gepulstem Ton) eingespielt werden. Diese (ggf. binauralen) Töne in Zusammenwirkung mit den Lichteffekten stimulieren die Reizverarbeitung des Anwenders im vorgegebenen Frequenzbereich und sollen auf diese Weise auf den mentalen Zustand des Anwenders Einfluss nehmen. Diese Stimulation sollen auf Grund einer sog. Frequenz-Folge-Reaktion je nach Einstellung entsprechend verstärkte Gehirnaktivitäten von tiefen Deltawellen (1–4 Hz), über Thetawellen (5–8 Hz) und Alphawellen (8–12 Hz) bis zu schnellen Betawellen (>12 Hz) erzeugt werden.

## Geschichte
Der Vorläufer einer Mindmachine ist bereits in den 1940er Jahren von William Grey Walter als elektronisches Gerät erfunden worden, welches bestimmte Frequenzbereiche als akustische oder visuelle Signale ausgibt. Seit etwa den 1980er Jahren sind Mindmachines bei entsprechenden Fachvertriebsunternehmen, die sich auf Vertrieb von Geräten zum Zwecke des Mentaltrainings und auf einen Kundenkreis aus dem Esoterikbereich spezialisiert haben, zu Preisen von 100,- bis ca. 500,- EUR erhältlich. Studios, die die Nutzung von Mindmachines (und zwar ausschließlich, vergleichbar zu sog. Sonnenstudios) anboten, hatten allerdings nicht genügend Zulauf gefunden, sodass entsprechende Spezialangebote wieder vom Markt verschwanden. Ruheräume mit Mindmachines finden sich als Zusatzangebot hingegen noch vereinzelt in Freizeiteinrichtungen im Wellnessbereich (Saunabetriebe, Freizeitbäder, Fitnessstudios und Hotels).

## Funktion
Die klassischen Mind Machines sind Geräte mit opto-akustischer Stimulationsweise. Es gibt jedoch auch Geräte mit anderen Funktionsweisen, die einen Einfluss auf den Bewusstseinszustand ausüben sollen (siehe Kapitel: 'Siehe auch').
Frequenzwahl
Der Frequenzumfang der Mindmachines deckt den Bereich der menschlichen Gehirnwellenfrequenzen ab. Die ausgegebene Frequenz ist einstellbar und während einer Session von üblicherweise 20 bis 40 Minuten Dauer nach vorgegebenem Programm auch veränderlich und soll über die sogenannte Frequenz-Folge-Reaktion Einfluss auf die Frequenzverteilung der EEG-Wellen nehmen und so eine gewünschte Stimmung oder einen Bewusstseinszustand beeinflussen, erzeugen oder fördern.
Die Signalausgabe geschieht über Kopfhörer und/oder speziell präparierte Brillen und wirkt auf diese Weise per Sinneseindruck auf den Anwender ein. Die opto-akustischen Geräte mit Brille arbeiten mit LEDs in den unterschiedlichsten Farben, üblicherweise rot, die für jedes Auge getrennt angesteuert werden können. Durch eine mit Leuchtdioden bestückte Brille wird ein flackerndes Licht auf das (meist geschlossene) Auge geworfen. Synchron zum Licht wird über Kopfhörer eine Impulsfrequenz (physikal. Burstsignal) akustisch eingespielt. Über die Kopfhörer werden die (ggf. binauralen) Töne eingespielt, die pro Ohr unterschiedliche Frequenzen haben können, amplitudenmoduliert oder gepulst sind. Um beispielsweise eine Thetafrequenz zu erzeugen, differieren die Töne vom rechten und linken Ohr um 5–8 Hz, wodurch ein Schwebungssignal mit entsprechend modulierter Frequenz entsteht. Bei amplitudenmodulierten oder gepulsten Tönen wird die Lautstärke in der entsprechenden Frequenz (1–30 Hz) moduliert. Zusätzlich können noch Musik oder gesprochener Text eingespielt werden.
Ein Entspannungsprogramm startet dabei üblicherweise im tiefen Betabereich (etwa 14 Hz), senkt die Frequenz dann allmählich bis zur gewünschten Frequenz ab, verweilt dort eine Weile, um zum Ende der Session wieder eine Frequenz zu erreichen, die einem bewussten Zustand (12–21 Hz) entspricht (Ausnahme zum Beispiel: Schlafunterstützung bzw. -einleitung).
Die Frequenz der Impulse entspricht dabei einer der vier neurologisch relevanten Frequenzbereiche und veranlasst das Gehirn aufgrund des Resonanzprinzips (auch Frequenz-Folge-Prinzip) sich dieser Frequenz anzupassen, wie EEG-Messungen gezeigt haben. Diese vier Bereiche werden Beta- (30 Hz bis ca. 13 Hz), Alpha- (12 Hz bis 8 Hz), Theta- (7 Hz bis 5 Hz) und Deltabereich (4 Hz bis 0,5 Hz) genannt. So werden beispielsweise einigen Studien zufolge alleine im Alphabereich selbstberuhigende Neurotransmitter (Endorphine) ausgeschüttet, die beispielsweise Menschen mit erhöhtem Stressaufkommen fehlen können.
|              |                               | EEG-Frequenzbänder | EEG-Frequenzbänder                                                                                | EEG-Frequenzbänder                                                 |
| Frequenzband | Frequenzband                  | Frequenz           | Zustand                                                                                           | gewünschte Effekte                                                 |
| ------------ | ----------------------------- | ------------------ | ------------------------------------------------------------------------------------------------- | ------------------------------------------------------------------ |
| Delta        | Delta                         | 0,5–3 Hz           | Tiefschlaf, Trance                                                                                |                                                                    |
| Theta        | Niedrig (Theta 1)             | 3–6,5 Hz           | Hypnagogisches Bewusstsein (Einschlafen), Hypnose, Wachträumen                                    |                                                                    |
| Theta        | Hoch (Theta 2)                | 6,5–8 Hz           | Tiefe Entspannung, Meditation, Hypnose, Wachträumen                                               | Erhöhte Erinnerungs- und Lernfähigkeit, Konzentration, Kreativität |
| Alpha        | Alpha                         | 8–12 Hz            | Leichte Entspannung, Super Learning (Unterbewusstes Lernen), nach innen gerichtete Aufmerksamkeit | Erhöhte Erinnerungs- und Lernfähigkeit                             |
| Beta         | Niedrig (Sensorimotor Rhythm) | 12–15 Hz           | Entspannte nach außen gerichtete Aufmerksamkeit                                                   | Gute Aufnahmefähigkeit und Aufmerksamkeit                          |
| Beta         | Mittel                        | 15–21 Hz           | Hellwach, normale bis erhöhte nach außen gerichtete Aufmerksamkeit und Konzentration              | Gute Intelligenzleistung                                           |
| Beta         | Hoch                          | 21–38 Hz           | Hektik, Stress, Angst oder Überaktivierung                                                        | Sprunghafte Gedankenführung                                        |
| Gamma        | Gamma                         | 38–42 Hz           | Anspruchsvolle Tätigkeiten mit hohem Informationsfluss                                            | Transformation oder neuronale Reorganisation                       |

Ausführungsformen
Es gibt computergestützte, programmierbare Ausführungen, bei denen die Software auf einem Personalcomputer zur Ausführung gebracht wird, und Geräte, in denen die gesamte Hardware und Software in einem tragbaren, batteriegetriebenen Gerät bereitgestellt wird. Insbesondere bei computergestützten Programmen lassen sich einzelne Sessions im Verlauf und Frequenzwahl bzw. Zusammenstellung nahezu beliebig programmieren. Alle Mindmachines verfügen darüber hinaus über vordefinierte Programme.

## Anwendung
Mindmachines werden zur Lernunterstützung, zur Entspannung, zur Regeneration und zur Tranceerzeugung eingesetzt.
Für Anwendungen im Superlearning werden hauptsächlich die Alphawellen verwendet. Als Hintergrundmusik mischt man langsame Musikstücke, beispielsweise Largo-Sätze aus klassischen Musikstücken, zu den zu lernenden Texten hinzu.
Daneben lassen sich mit Hilfe von Mindmachines sehr leicht Trancezustände erreichen. Sie bewegen sich im Theta- bis Deltabereich. Der Deltabereich entspricht einem tiefen Meditationszustand, während im Thetabereich starke Regenerationstätigkeiten zu verzeichnen sind. Gleichzeitig sorgt der Thetabereich für die Informationsübertragung aus dem Hippocampus in das Langzeitgedächtnis.
Beim Übergang von Alphawellen zu Thetawellen lassen sich sogenannte Phantasiereisen induzieren.
Anwendung finden diese Geräte auch als Einschlafhilfe, zum Schlafersatz, zur Konzentrationssteigerung, zur Reduktion von Muskelspannung, Puls und Blutdruck sowie zur Autosuggestion und Hypnosehilfe. Auch sind Anwendungen in der Suchtbehandlung bekannt.
Alle genannten Zustände lassen sich auch ohne den Einsatz von Mindmachines erreichen, nur erfordert es dann oft jahrelange Übung.

## Nachteile und Gefahren
Nachteile
Die Anwendung oder auch der Entwurf von neuen Mindmachine-Programmen erfolgt in Anwenderkreisen zumeist nach überlieferten „Rezepten“ und die Kontrolle der Wirkungsweise erfolgt fast durchweg subjektiv durch Erhebung der Befindlichkeitsveränderungen und subjektiven Wahrnehmungen. Eine quantitative Erhebung, etwa durch begleitende QEEG-Untersuchungen, bleiben auf Ausnahmefälle beschränkt (siehe auch Abschnitt „Klinische Studien“). Dennoch sind die eintretenden Effekte als reproduzierbar und deutlich wahrnehmbar anzusehen – jedoch bei subjektiver Erhebung nicht genau quantifiziert und auch von Person zu Person in unterschiedlicher, individueller Ausprägung zu beobachten.
Gefahren
Mindmachines dürfen bei Menschen mit einer Neigung zu Epilepsie nicht eingesetzt werden, da sie entsprechende Anfälle auslösen können. Unangenehm sind auch plötzliche Frequenzübergänge oder Störungen, die zu einer vorübergehenden Desorientierung und unkontrollierten Bewegungen führen können.

## Klinische Studien
- Eine Doppel-Blind-Studie mit dem Titel „Der Effekt von repetitiver audio-visueller Stimulation auf skelettmotorische und vasomotorische Aktivität“ wurde von Norman Thomas an der University of Alberta durchgeführt. Zwei Gruppen mit sogenannten hypnose-resistenten Personen wurden getestet, wobei eine optisch-akustisch mit 10 Hz stimuliert wurde und die andere Gruppe aufgefordert wurde, sich ein beruhigendes Bild vorzustellen und „normal“ zu entspannen. Gemessen wurden EEG, Muskelspannung und Fingertemperatur. Das Resultat wies aus, dass die Kontrollgruppe ohne Biostimulation sich entspannt fühlte, die Messdaten dies jedoch nicht stützten und die Muskelspannung größer geworden war. Die Anwender der Mindmachine wiesen einen erheblichen messbaren Entspannungseffekt auf, der auch über die Sitzung hinaus anhielt. Hieraus folgerte Thomas, „dass auto-suggestive Entspannung weniger effektiv ist als audio-visuell produzierte. Es scheint, dass die audio-visuelle Stimulierung eine einfache hypnotische Methode bei sonst resistenten Personen darstellt.“

- Der Anästhesist Robert Cosgrove von der Stanford University, School of Medicine, führte 1988 Untersuchungen zum Thema optisch-akustische Stimulation durch. In einem Resume schreibt er, dass diese Methode „… bei den meisten Personen eine sehr starke Entspannung verursacht. Die Wirksamkeit war so deutlich, dass wir erwägen, die seditativen Eigenschaften solcher Geräte bei Patienten vor und nach einer Operation einzusetzen. Weiterhin untersuchen wir ihre Nützlichkeit in der Bekämpfung von chronischem Stress.“ Darüber hinaus sieht Cosgrove ein großes Potential der Stimulationsmaschinen in der nachdrücklichen Förderung optimaler cerebraler Leistung: „Die Langzeitwirkung eines regelmäßigen Gebrauchs dieser Geräte für den Erhalt und die Verbesserung der Gehirnleistung, sowie in Bezug auf die mögliche Verlangsamung der Abnutzung des Gehirns, wie sie traditionell mit dem Altern in Verbindung steht, scheint uns äußerst spannend zu sein.“
- Dr. Bruce Harrah-Conforth von der Indiana University untersuchte in einer Studie ebenfalls die Wirkung von optisch-akustischen Mind Machines. Im EEG ließ sich die Stimulation des Gehirns deutlich nachweisen. Dieses Phänomen, das Harrah-Conforth Brain Entrainment nennt, konnte bei der Kontrollgruppe, die „rosa Rauschen“ ausgesetzt war, nicht nachgewiesen werden. Er kommt zu der Schlussfolgerung, dass „Brain Entrainment […] äußerst effektiv in der Induzierung von Bewusstseinsveränderungen und geradezu narrensicher“ sei.

- Klaus J. Landeck, Universität der Bundeswehr Hamburg - Hochschuldidaktisches Zentrum, führte 1997 die Studie Subjektive Wirkungen der optisch-akustischen Stimulation durch.[2] In der Untersuchung sollte geprüft werden, welche Wirkungen die optisch-akustische Stimulation auf die subjektive Befindlichkeit der Probanden hat. Ausschlaggebend war dabei die Selbstbeschreibung der Probanden. Dabei sollte auch der Fragestellung nachgegangen werden, ob es Wechselwirkungen zwischen der Ausgangslage des Organismus und der Wirkung bestimmter Programme gibt. Diese Frage ist bei bisherigen Untersuchungen zur Photostimulation bzw. zur kombinierten optisch-akustischen Stimulation (per Mindmachine) weitgehend unberücksichtigt geblieben. Nach den vorliegenden Ergebnissen könne kein Zweifel daran bestehen, dass die optisch-akustische Stimulation subjektiv wirksam ist, d. h. dass die Probanden Wirkungen in Abhängigkeit von den audio-visuellen Programmen erleben. Dabei sei die Wirkung der jeweiligen Programme auch abhängig vom momentanen Zustand des Anwenders.

## Kritik
In den Hochzeiten der Mindmachinetechnologie Anfang der 1990er Jahre war die durch einschlägige Medien geprägte Meinung stark an populärer Literatur ausgerichtet, etwa dem Buch Megabrain von Michael Hutchison. Im Zuge dieser medialen Verarbeitung, die möglicherweise auch teils durch Marketingmotive getrieben war, wurden beträchtliche Hoffnungen auf mögliche Wirkungen von Mindmachines geweckt, die nicht mit der Realität in Einklang standen. Zu nennen sind hier vor allem allgemeine Wunschvorstellungen bezüglich Intelligenzsteigerung, Altersverzögerung, Lebensverlängerung, Krebsprävention und psychologischer Wellness. Der begrenzte kommerzielle Erfolg der Mindmachines erscheint daher als naheliegendste Folge jener überzogenen Versprechungen.
Obwohl also zumindest audiovisuelle Mindmachines deutliche und nachvollziehbare neurophysiologische Effekte zeigten, wie etwa eine starke Neigung zu Schlaf- bzw. Trancezuständen der Versuchspersonen unter Stimulation im Thetabereich, darf nicht außer Betracht bleiben, dass die Frequenz, mit der das Gehirn schwingt, nur eine einzige von vielen Variablen ist, welche seine Funktion bestimmen. Daher darf mit Recht bezweifelt werden, ob es allein mit Hilfe der Schwingungsfrequenz gelingen kann, das Gehirn in einen wünschenswerteren Funktionsbereich zu befördern, welcher allen denkbaren Lebenssituationen angemessen ist. Genau diese Hypothese wurde und wird aber gerade von den Marketingorganen der Mindmachinehersteller motiviert.
Mindmachines scheinen in ihrer heutigen Form, abgesehen von ihrer Kontraindikation bei Epilepsie, ein relativ harmloses Feld für neurophysiologische Selbstversuche zu sein. Seitens der Konsumenten scheint sich im Laufe der längerfristigen Nutzung lediglich eine gewisse Gewöhnung gegenüber den sedativen Effekten einzustellen. Konzepte für Mindmachines, welche das Gehirn auf mehrdimensionale Weise beeinflussen, stehen trotz entsprechender Ansätze, beispielsweise in Gestalt elektroenzephalometrischen Biofeedbacks (Neurofeedback), noch aus.